# نسل ایکس
نسل ایکس به نسلی می‌گویند که بعد از اتمام انفجار جمعیت پس از جنگ جهانی دوم و قبل از نسل ایگرگ زاده شده‌اند.                       آنها قبل از نسل وای و بعد از نسل انفجار جمعیت اند .بیشتر جمعیت‌شناسان، مورّخان، و صاحب‌نظران معتقدند که تولّد این نسل در اوایل دههٔ ۱۹۶۰ آغاز شد و در اوایل دههٔ ۱۹۸۰ به پایان رسید که در ایران مابین دههٔ ۴۰ تا شروع دهه ۶۰ است.
استفاده از عبارت نسل ایکس در سال ۱۹۹۱ و پس از انتشار رمان نسل ایکس: داستان فرهنگ شتاب گرفته داگلاس کپلند رواج یافت.

## ویژگی‌ها
با توجه به این که این نسل در زمان پر تلاطم دنیا متولد شده تغییر برای آن یک مسئلهٔ عادی می‌شود. آن‌ها در پی تغییر هستند و برای همین مثلاً ممکن است به ندرت ۱۰ سال در یک شرکت کار کنند. برخلاف نسل خاموش که تا پایان عمر نسبت به یک سیستم متعهد باقی می‌مانند. دهه چهل و پنجاهی‌ها ارزش هائی دارند که در قیاس با سایر نسل‌های قبل از خود متفاوت است. آن‌ها عمدتاً باور دارند که تنها کسی می‌تواند به آن‌ها کمک کند خودشان هستند. این نسل معمولاً شخصیت‌های غیررسمی دارند. از طرفی نسلی هستند که به امکانات جدید دسترسی دارند، اطلاعات آن‌ها تنها محدود به شهر یا کشور محل زندگیشان نیست بلکه اطلاعاتشان در سطح جهانی می‌باشد. بزرگترین ویژگی نسل ایکس توانائی برقراری ارتباط آن‌ها با جامعه اطرافشان است.

## ایالات متحدهٔ آمریکا
در ایالات متّحدهٔ آمریکا اعضای نسل ایکس دارای دیدگاه‌های فرهنگی و تجربه‌های سیاسی خاصی هستند که با سایر نسل‌ها متفاوت است و بر اثر مجموعه‌ای از رویدادهای ویژه شکل گرفته‌است. ازجملهٔ این رویدادها می‌توان به انتخاب رونالد ریگان، بازی‌های المپیک تابستانی ۱۹۸۴، فاجعهٔ شاتل فضایی چلنجر، نجات جسیکای نوزاد، دوشنبهٔ سیاه، سقوط دیوار برلین و پایان جنگ سرد، انتخاب جورج هربرت واکر بوش، آغاز به کار تلسکوپ هابل، بحران پس‌انداز و وام، انتخاب بیل کلینتون و رونق اقتصادی دههٔ ۱۹۹۰ ایالات متّحدهٔ آمریکا، که طولانی‌ترین دورهٔ ثبت‌شدهٔ رشد تولید ناخالص داخلی در تاریخ ایالات متّحدهٔ آمریکا به‌شمار می‌رود، اشاره کرد.
نسل ایکس شاهد ظهور رایانه‌های شخصی، آغاز عصر بازی‌های رایانه‌ای، تلویزیون کابلی، و اینترنت بوده‌است. از سایر رخدادهای مهمّی که نسل ایکس با آن مواجه بوده‌اند، می‌توان به همه‌گیری ایدز، جنگ با موادّ مخدّر، بحران گروگان‌گیری در سفارت ایالات متّحدهٔ آمریکا، جنگ خلیج فارس، حباب دات-کام، و شکل‌گیری و رواج سبک‌های موسیقی جدیدی همچون گرانج، آلترنتیو راک، و هیپ‌هاپ اشاره کرد. به‌علّت تأثیر گسترده‌ای که شبکهٔ تلویزیونی ام‌تی‌وی بر این نسل برجای‌گذاشته‌است، گاه نسل ایکس را با نام نسل ام‌تی‌وی نیز می‌خوانند. یک مطالعهٔ بی‌طرفانه که در انتخابات ریاست‌جمهوری ایالات متّحدهٔ آمریکا در سال ۲۰۰۸ به‌وسیلهٔ دفتر مرجع جمعیّت - یک سازمان پژوهشی آمارگیری نفوس مستقر در واشینگتن، دی. سی. - انجام شد، نشان داد که اعضای نسل ایکس در آمریکا بین سال‌های ۱۹۶۵ و ۱۹۸۲ زاده شده‌اند.